# Demokratyczna Partia Postępowa (Malawi)
Demokratyczna Partia Postępowa (ang.: Democratic Progressive Party) – malawijska partia polityczna z siedzibą w Lilongwe. Została założona w 2005 roku przez ówczesnego prezydenta Mutharikę. Jest ugrupowaniem liberalno-konserwatywnym i obecnie zajmuje 50 na 193 miejsc w malawijskim parlamencie.
Obecnym liderem tej partii jest Peter Mutharika, brat Bingu wa Muthariki i urzędujący prezydent Malawi.